# Fachgruppe Logistik-Verpflegung

Taktisches Zeichen der Fachgruppe Logistik-Verpflegung

Die Fachgruppe Logistik Verpflegung im Technischen Hilfswerk (THW) ist Teil eines Fachzugs Logistik. Die Hauptaufgaben dieser Fachgruppe ist die Versorgung anderer Einheiten im Einsatz mit Verpflegung. Dazu gehören sowohl Beschaffung/Bevorratung, Transport und Verladen/Umladen von Lebensmitteln als auch die Zubereitung von kalten und warmen Mahlzeiten und Getränken. Auch Unterstützungsaufgaben für andere Fachgruppen wie Materialtransport, kleinräumige Beleuchtung und Datenübertragung/-verarbeitung sind möglich.

## Ausstattung

### Fahrzeuge
Zum Transport und Verladen von Lebensmitteln und Material hat die Fachgruppe mehrere Fahrzeuge und Anhänger zur Verfügung:
- Lastkraftwagen Plane/Spriegel (7 t) mit Ladebordwand
- Transportanhänger (12 t, Koffer, als Trockenlager geeignet, ohne Flurförderzeug be- und entladbar)
- Mannschaftstransportwagen
- Anhänger mit Spezialaufbau für Kühlung (2 t)

### Geräte
Zur Lagerung und Verarbeitung von Lebensmitteln sowie zur Ausgabe von Mahlzeiten verfügt die Fachgruppe unter anderem über:
- Küchenzelte mit Küchengeräteausstattung einschließlich Spülmobil
- Kantinenzelte mit Ausstattung zur Essensausgabe wie Geschirr und Ausgabetische
- Transport- und Lagerausstattung für Lebensmittel und Speisen wie Rollwagen, Warm- und Kalthaltevorrichtungen

Zur Unterstützung und Versorgung des Betriebs sind außerdem vorgesehen:
- Stromerzeuger 13 kVA
- Beleuchtungsausstattung
- IT- und Dokumentationsausstattung

## Personal
Die Fachgruppe besteht aus 12 Personen (Stärke 0/3/9/12) und teilt sich in zwei Trupps. Die Mitglieder müssen verschiedene Qualifikationen abdecken, um die Einsatzfähigkeit der Fachgruppe sicherzustellen:
- 1 Gruppenführer/in: Sprechfunk, Küchenhilfe
  - 2 Truppführer/innen: Sprechfunk, Hygienehilfe, Küchenhilfe, Koch/Köchin
    - 9 Fachhelfer/innen, die zusammen die weiteren Qualifikationen abdecken:
      - 9 × Küchenhilfe
      - 4 × Koch/Köchin
      - 2 × Gerätewart/in
      - 3 × Fahrerlaubnis BE
      - 2 × Fahrerlaubnis CE
      - 2 × Nachweis Handkasse
      - 2 × Sanitätsdienst
      - 4 × Sprechfunk